# Talian
O talian ou taliano (também conhecido como vêneto brasileiro e vêneto sul-rio-grandense) é uma variedade da língua vêneta falada no Brasil, sobretudo nos estados do Rio Grande do Sul e de Santa Catarina, e em pontos do Paraná, Mato Grosso e Espírito Santo.
O talian é um produto da imigração italiana no Brasil que resultou da fusão de várias línguas italianas, com amplo predomínio da língua vêneta e uma significativa contribuição do português. No início do século XX já estava bem desenvolvido, dando origem a obras literárias. No entanto, a partir da década de 1930 foi severamente reprimido no âmbito da campanha de nacionalização imposta pelo governo Vargas, o que prejudicou a memória coletiva, o sentido de identidade, a sociabilidade, a produção cultural e a auto-estima dos descendentes de italianos, entrando em rápido declínio. Sua recuperação e normatização ocorreu a partir da década de 1970, e hoje uma série de iniciativas buscam sua preservação e disseminação. É objeto de muitos estudos científicos, já existe significativa literatura, é um patrimônio cultural oficial em estados do sul, foi adotado como língua co-oficial em várias cidades, diversos jornais e rádios publicam em talian, e foi reconhecido como Referência Cultural Brasileira pelo Instituto do Patrimônio Histórico e Artístico Nacional.
Em 2015, Serafina Corrêa recebeu o título de capital nacional do Talian. Em 2019, Nova Erechim foi reconhecida como a capital catarinense do Talian. Em 2021, o governador Ratinho Júnior sancionou a lei estadual 20.757, que torna o município de Colombo a capital do Talian no Paraná.

## Período formativo

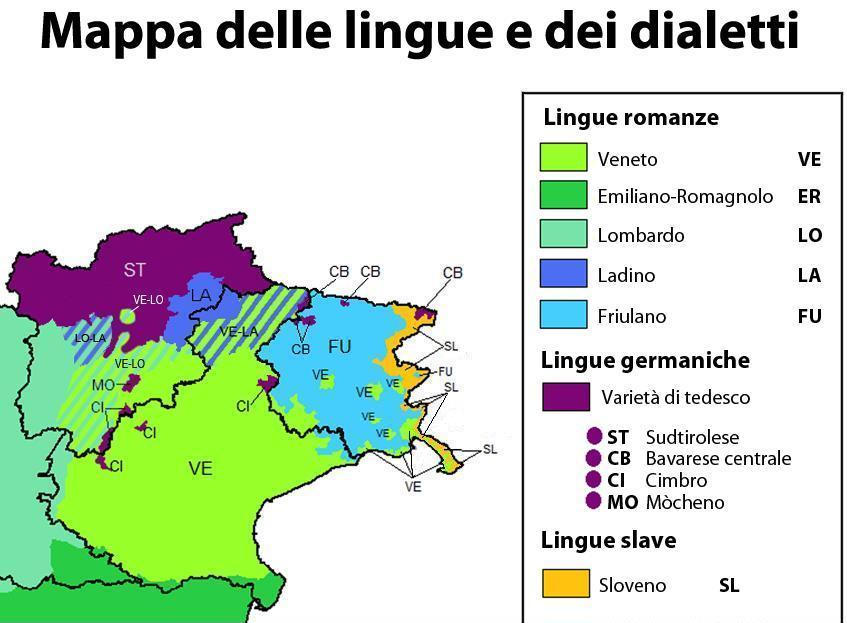
As línguas faladas no Nordeste da Itália, estando o vêneto marcado em verde-claro.

Imigrantes italianos começaram a chegar em massa ao Brasil no final do século XIX, através de um programa oficial do governo para ocupação de vazios demográficos, branqueamento racial e criação de uma força de trabalho livre. Os italianos que imigraram para o Brasil eram de diferentes partes da Itália, cada qual com seu dialeto próprio, mas no sul do Brasil e no Espírito Santo predominaram os imigrantes do norte da Península Itálica, principalmente das regiões do Vêneto, da Lombardia, do Trentino-Alto Ádige e do Friuli-Venezia Giulia. Destes, cerca de 60% eram de língua e cultura vênetas.
Em algumas localidades onde houve maior concentração de imigrantes provenientes de uma determinada localidade da Itália, ainda é possível reconhecer especificidades dialetais, como exemplo, a comunidade de Pomeranos, onde o dialeto trentino conseguiu se manter. Mas, de maneira geral, as colônias eram habitadas por pessoas de diferentes partes da Itália, colocando em contato vênetos, lombardos, trentinos e, mais raramente, friulanos. Como havia uma predominância demográfica de vênetos, com o passar do tempo a fala vêneta se sobrepôs às demais, embora incorporasse elementos delas, e foi evoluindo para um linguajar mais geral, formando um dialeto vêneto brasileiro, compreendido por todos os italianos e descendentes da região.
Nas primeiras décadas de imigração, havia grande resistência da comunidade italiana em se misturar com os brasileiros. O processo de integração foi lento. Esse isolamento durou cerca de cinquenta anos, a contar do início da imigração, em 1875. No sul do Brasil, muitas colônias italianas eram situadas em regiões de acesso difícil ou relativamente independentes da população brasileira. Isso criou um isolamento cultural e permitiu a manutenção do uso da fala dialetal italiana por gerações. Tal fato não foi possível, por exemplo, no estado de São Paulo onde, apesar da ocorrência do paulistaliano, os imigrantes italianos tiveram contato diário com a população brasileira local, e seus dialetos foram rapidamente suplantados pela língua portuguesa.

Mapa do Rio Grande do Sul. A área de maior concentração dos falantes de talian está entre as regiões 4 e 5

Para o Rio Grande do Sul, houve um fluxo majoritariamente vêneto e lombardo e, na primeira fase, que durou de 1875 a 1910, os imigrantes preservaram seus dialetos regionais vênetos e lombardos, além de falares minoritários trentinos e friulanos. O segundo período iniciou-se a partir de 1910, com a construção da estrada de ferro que liga Caxias do Sul a Porto Alegre. O isolamento começou a ser rompido, aliado ao incremento comercial e industrial. Em consequência, os dialetos menos representativos numericamente foram extintos, ao mesmo tempo que os dialetos lombardos e vênetos se interinfluenciaram, com a predominância dos últimos, surgindo uma fala comum, um koiné, chamado mais tarde de talian.
Durante as primeiras décadas da imigração o italiano conheceu um forte florescimento. Foi ensinado em escolas e usado na imprensa regional, havendo jornais que publicavam exclusivamente em italiano, sem qualquer oposição do governo brasileiro. Nesta época inicial a imprensa se expressava geralmente no italiano padrão adotado pelo Reino da Itália após sua unificação, pois se voltava para um público amplo, mas difuso no espaço e linguisticamente heterogêneo. Isso representava um problema, pois a maioria dos imigrantes não dominava o italiano padrão e só falava seus dialetos regionais. Já a Igreja Católica, religião da esmagadora maioria dos imigrantes e dotada de notável influência política e social, para bem doutrinar e exercer seu papel pastoral precisava se fazer entender, e, podendo atuar localmente, tendia a privilegiar os dialetos majoritários de cada comunidade, usando-os nos púlpitos, publicando jornais e mantendo muitas escolas e associações comunitárias onde esses dialetos eram reproduzidos, sendo um agente importante para a preservação e padronização linguística, ajudando a fundir as variantes numa língua geral que possibilitasse o entendimento entre todos, sendo, neste sentido, tanto pelo culto em comum como pelo trabalho linguístico, o principal elo agregador na organização social das comunidades. O governo brasileiro inicialmente também era sensível às diferenças, promulgando em 1871 a Lei 771 que mandava a criação de aulas elementares nas colônias onde os professores deviam ser fluentes no dialeto mais usado no local.
O vêneto, como já foi dito, acabou predominando, e teve entre suas primeiras expressões escritas importantes os contos de Carlo Porrini publicados no jornal Corriere d'Italia, e os poemas de Angelo Giusti, autor da letra da canção La Mérica, que se tornou uma espécie de hino da italianidade no sul do Brasil. O primeiro grande monumento literário do talian, contudo, foi Vita e Stòria de Nanetto Pipetta, escrita pelo frei Aquiles Bernardi, publicada em forma de folhetim pelo jornal Staffetta Rio-Grandense entre 1924 e 1925, que foi um grande sucesso entre a população italiana e marcou o início da consolidação da variante que se conheceria como talian. Pouco depois essa situação favorável começaria a mudar.

## Declínio

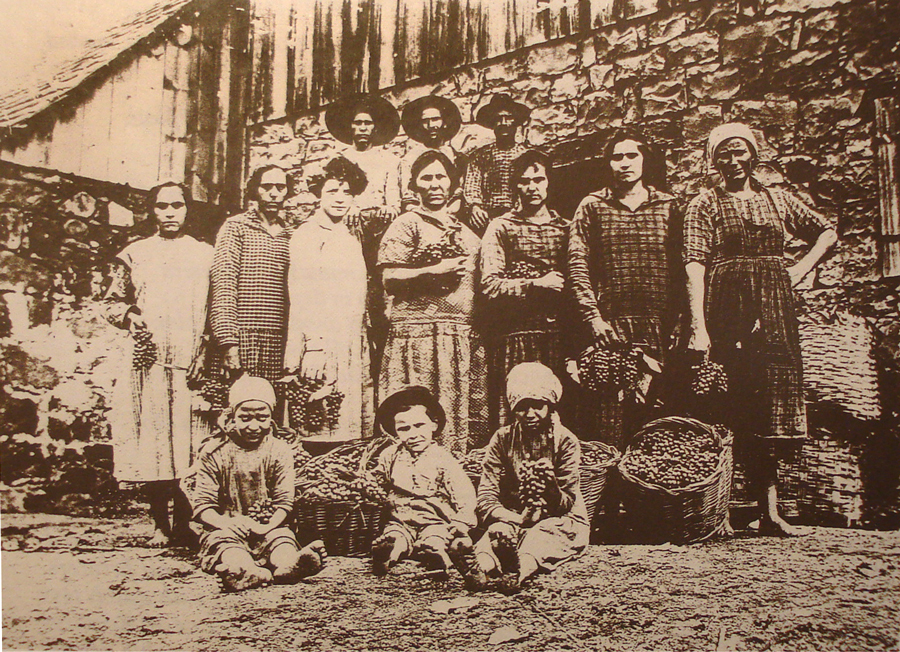
Colonos italianos no Rio Grande do Sul no fim do século XIX

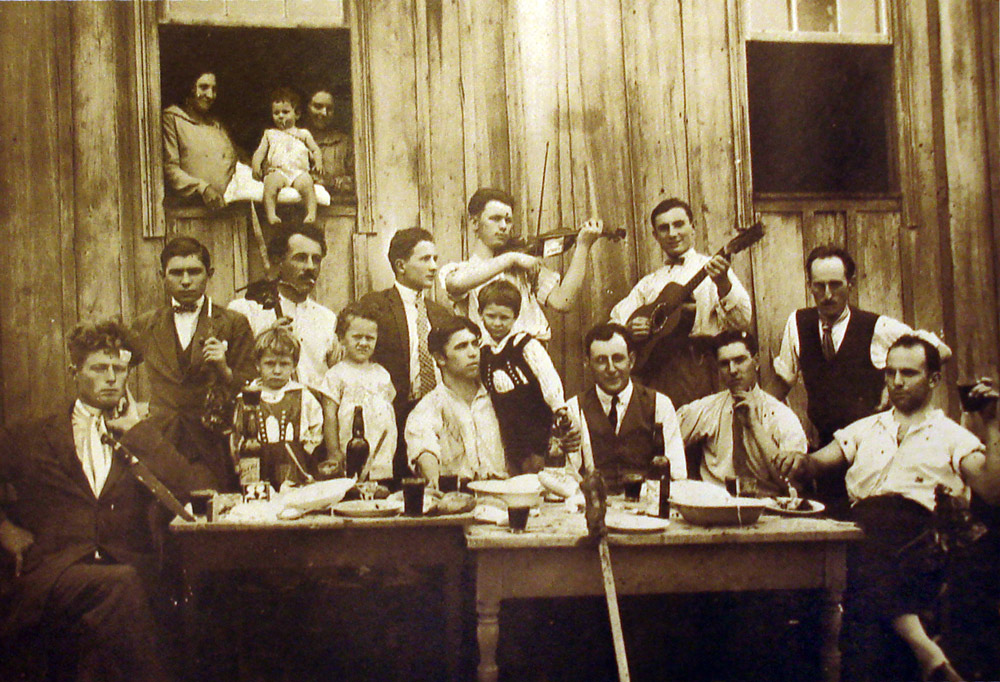
Reunião da família Benvenutti em Caxias do Sul, 1928.

Para muitos imigrantes e a sua primeira geração nascida no Brasil, em vista da situação mais ou menos autossuficiente das colônias, o aprendizado do português não foi visto como uma necessidade absoluta, embora tenham sido atestados muitos casos em que se manifestou interesse por esse aprendizado, na constatação de que a integração no longo prazo era inevitável e o domínio da nova língua facilitaria o progresso econômico e social do italiano. Porém, especialmente entre os mais velhos, houve muitos que jamais chegaram a aprender o português, ou no máximo adquiriram um conhecimento muito rudimentar. Isso produziu um contexto de relativo isolamento cultural e ao mesmo tempo uma consciência da existência de uma comunidade étnica, mas segundo Giralda Seyferth, no interior das colônias não havia um conflito entre uma vinculação primordial com uma nação ou pátria de origem e a condição de brasileiros, tanto que "festejavam-se nas colônias as datas e heróis nacionais dos respectivos países de origem, sem prejuízo de manifestações de patriotismo em relação ao Brasil". Por isso foi possível para os italianos desenvolver uma retórica ufanista e épica claramente baseada na etnicidade, no ethos do trabalho e na milenar herança cultural italiana.
Porém, a situação de "enquistamento cultural" começou a preocupar alguns políticos já na República Velha, vendo o programa imigratório do Império como desastroso por introduzir no país grupos estranhos às origens nacionais tradicionalmente portuguesas. Havia ainda outros interesses em jogo. Parte das elites regionais luso-brasileiras percebia como uma ameaça o inconteste sucesso econômico de muitas colônias, a ascensão de italianos a postos de liderança e as suas reivindicações de direitos iguais. Para cercear a competição, negava-se à etnia italiana imigrada a qualidade de brasileiros, montando um discurso de exclusão com forte argumentação nacionalista.
Com a instalação do Estado Novo, passou-se a culpar a República Velha por não ter resolvido uma questão que agora adquiria a dimensão de "problema de segurança nacional". Este movimento político-ideológico foi a base da criação da campanha de nacionalização, que instituiu o aprendizado obrigatório do português e proibiu o uso da fala dialetal italiana. Outros grupos imigrantes também foram afetados da mesma maneira. Os italianos passaram a ser vistos como potenciais traidores da Pátria brasileira e houve grande repressão policial nas colônias contra o uso do dialeto. Pessoas foram presas e até espancadas pela polícia ao serem pegas falando dialeto nas ruas, nomes italianos de locais, acidentes geográficos, logradouros públicos, associações, clubes e municípios foram mudados para nomes brasileiros, e reduzida ao silêncio, toda a estrutura da sociabilidade, da memória, da identidade e da cultura das comunidades coloniais foi seriamente comprometida.
Durante a II Guerra Mundial, quando o Brasil se tornou inimigo da Itália, a repressão atingiu níveis ainda mais duros. Segundo Cunha & Gabardo, "os cidadãos italianos e seus descendentes, em sua grande maioria, aceitam essa repressão para poderem se sentir integrados na nova realidade, na nova pátria. Em muitos casos há a negação da identidade italiana como forma de aceitação, integração e pertencimento". As consequências desse programa de nacionalização forçada ainda são perceptíveis na atualidade.
No mesmo período, formava-se um novo grupo de descendentes de italianos, mais urbanos e enriquecidos, que menosprezavam o dialeto e davam preferência ao português, enxergando o falante de talian como um colono grosso e rural, inferiorizando-o socialmente. Todos esses fatores levaram à criação de um estigma de ser falante de talian e os pais muitas vezes optavam por não transmitir a língua a seus filhos, para evitar que estes fossem estigmatizados ou motivo de chacota nas escolas por não falarem bem o português ou por falá-lo com um sotaque italiano. O êxodo rural também contribuiu para o declínio no uso da fala dialetal, pois nos centros urbanos a língua portuguesa era dominante e as gerações nascidas no meio urbano, muitas vezes fruto de casamentos com brasileiros, não adquirem o talian como língua materna.
O censo de 1950 mostrou que, dos 458 mil falantes de italiano no Brasil, 64,62% viviam no Rio Grande do Sul, 20,87% em Santa Catarina e 9,99% em São Paulo, mas o uso do dialeto vai-se perdendo ao longo das gerações. A primeira e a segunda gerações nascidas no Brasil costumam falar o dialeto, mas a partir da terceira já começa a haver a perda gradual do uso, por meio do bilinguismo com o português. Na quarta geração o dialeto é apenas uma memória familiar e na quinta desaparece a memória também.
| Primeira (imigrantes)                       | 53.000  |
| Segunda (filhos)                            | 120.000 |
| Terceira e seguintes (netos, bisnetos etc.) | 285.000 |
| Total                                       | 458.000 |

## Recuperação
Entre as décadas de 1930 e 1960 o talian experimentou um declínio constante e acentuado. Um movimento de resgate se articulou a partir da década de 1970, quando foi comemorado com grandes festividades o centenário da imigração italiana, coincidindo com o despertar do interesse acadêmico sobre a italianidade no Brasil. Desde então têm sido feitos vários esforços no sentido de recuperar a prática do talian, com significativo sucesso. Em 1989 ocorreu o primeiro encontro dos escritores de talian na Società Taliana Massolin dei Fiori, em Porto Alegre, quando surge a proposta de padronização da língua, que tomaria forma concreta através da Comissão de Estudo para Unificação Gráfica do Talian, criada em 1993. Foi nesta época que Júlio Posenato propôs que se chamasse oficialmente o dialeto, até então geralmente chamado "vêneto brasileiro", de "talian", denominação que foi endossada pelo grande estudioso e lexicógrafo Darcy Luzzatto e acabou se consagrando. Além destes dois entusiastas, deram contribuições notáveis, entre muitos outros, frei Rovílio Costa, frei Alberto Stawinski, João Leonir Dall'Alba, Ítalo Balen, Honório Tonial, José Clemente Pozenato, Luis De Boni, Itálico Marcon, Mário Gardelin e Arlindo Battistel, produzindo literatura nova em talian, estudos científicos, compilações de narrativas tradicionais ou apoiando movimentos comunitários e ensinando.
Em 2009 os Governos do Rio Grande do Sul e de Santa Catarina incluíram o talian no rol do Patrimônio Histórico e Cultural dos respectivos estados. O município de Serafina Corrêa foi o primeiro no Brasil a declarar o talian como idioma cooficial no município, ao lado do português, em 2010. O Instituto do Patrimônio Histórico e Artístico Nacional (IPHAN) incluiu o talian no Inventário Nacional da Diversidade Linguística em 9 de setembro de 2014, certificando-o como Referência Cultural Brasileira, conquistas que tiveram como principais responsáveis José Clemente Pozenato e Honório Tonial. No mesmo ano, no Seminário Ibero Americano da Diversidade Linguística, realizado em Foz do Iguaçu, houve um consenso de que o talian pertence ao patrimônio imaterial e cultural do Brasil.
O talian adquiriu elementos necessários para sua caracterização como língua, considerada a mais nova língua neolatina, com uso comprovado por um grupo populacional definido, uma redação mais ou menos estável, uma sintaxe, um sistema fonológico-ortográfico e uma conformação morfo-léxica fixados em gramáticas e dicionários, além de ter uma literatura, uma memória tradicional e uma história contínua. Segundo o relatório de inclusão no Inventário Nacional da Diversidade Linguística, foi qualificado como "língua de imigração" e descrito como "variedade suprarregional intracomunitária e intercomunidades (coiné) do italiano como língua alóctone em contato com outras variedades do italiano com o português do Brasil, vinculada historicamente aos dialetos provenientes do norte da Itália, mas com características próprias, derivadas do contexto brasileiro que a diferem da matriz original e também de outras regiões brasileiras".
Segundo a pesquisadora Giorgia Miazzo, em 2011 era falado por cerca de um milhão de pessoas, mas estimativas mais recentes indicam cerca de meio milhão, empregado cotidianamente no trabalho, na educação, em meios de comunicação, festas comunitárias, celebrações religiosas e outras formas. Mais de cem emissoras de rádio e diversas emissoras de TV e jornais publicam em talian. Existem estações de rádio que transmitem algumas horas de sua programação em talian em vários municípios do Rio Grande do Sul e Santa Catarina, e algumas do Espírito Santo, Paraná e Mato Grosso. A internet se revelou um poderoso aliado na preservação e divulgação da língua, que segundo Ribeiro & Maggio "atravessa um período de grande produtividade".
Em 2015 foi lançado o documentário Brasil Talian, produzido entre 2011 e 2014 com apoio da Lei de Incentivo à Cultura do Ministério da Cultura, com depoimentos de mais de vinte pessoas e com gravações realizadas em Caxias do Sul, Flores da Cunha, Nova Pádua e Antônio Prado, além de colônias de imigrantes no Estado do Espírito Santo (Venda Nova do Imigrante e Santa Tereza) e em cidades da Itália (Veneza, Trento, Génova e Vicenza). Apesar desse movimento, que devolveu aos descendentes dos italianos muito da sua auto-estima, o estigma do tempo da repressão e a vergonha no uso do talian ainda são visíveis em vários contextos.

## Características
O vêneto falado no sul do Brasil e no Espírito Santo é arcaico quando comparado ao vêneto falado atualmente na Itália, pois é semelhante ao usado no século XIX. Ademais, com o advento da rádio e da televisão, começou uma forte interferência da língua portuguesa no vêneto falado pelos imigrantes no Brasil. Em decorrência, o vêneto brasileiro evoluiu de forma diferente da variedade falada na Itália, uma vez que incorporou itens lexicais do português e se manteve ligado à maneira como era falado no século XIX. Assim, usa-se o termo talian para diferenciar o vêneto falado no Brasil do dialeto vêneto hoje usado na Itália. Contudo, o talian não é considerado um dialeto crioulo italiano, mas sim uma variante brasileira do dialeto vêneto. 
Apesar de já haver várias gramáticas e dicionários e um movimento para sua uniformização, o talian não se tornou uma língua inteiramente homogênea e continua evoluindo — é uma língua viva. Seu uso ainda é predominantemente oral e seu território de ocorrência é muito fragmentado, resultando em uma significativa variabilidade linguística, um reflexo do seu próprio  processo formativo, em que sofreu transformações e influências diferenciadas nas várias regiões brasileiras onde ocorre, sendo diferente o falado no Rio Grande do Sul daquele falado, por exemplo, no Paraná. Mesmo dentro de uma mesma comunidade pode haver variações.
| mi                        | io         | eu              | mi                      |
| ti / te                   | tu         | tu / você       | ti                      |
| lu / el / elo             | lui        | ele             | eło                     |
| noaltri / noantri         | noi        | nós             | noialtri / noialtre     |
| voaltri / valtri / voalti | voi        | vós             | voialtri / voialtre     |
| lori                      | loro       | eles            | łuri / łore             |
| bambin / putel / fantolin | bambino    | criança         | putel                   |
| fòja / fógia              | foglia     | folha           | foja / fogia            |
| côa / coda                | coda       | cauda / rabo    | cóa / coda              |
| cavel / cavegio / caigio  | capello    | cabelo          | cavel / caveło / cavéjo |
| recia                     | orecchia   | orelha          | recia                   |
| sufiar / supiare          | soffiare   | soprar          | sufiar / sbufar         |
| tajar / taiar             | tagliare   | talhar / cortar | tajar                   |
| pióva                     | pioggia    | chuva           | piova                   |
| brasilian / brasiliero    | brasiliano | brasileiro      | brasilian               |

Amostra de texto:
| Pupà nostro che stai nel cielo,                    | Pai nosso que estais no Céu,                     | Pare Nostro che te si nei ciei              |
| Santificà sìa el tuo nome,                         | Santificado seja o Vosso Nome,                   | Sia santificà el to nome;                   |
| Vegna a noantri el vostro regno,                   | Venha a nós o Vosso Reino,                       | Vegna el to regno                           |
| Sia fata la tua volontà,                           | Seja feita a Vossa Vontade,                      | Sia fata ła to vołontà                      |
| Coss'in tera come nel cielo.                       | Assim na Terra como no Céu.                      | In tera così come in ciel.                  |
| Dai a noantri el pan de cada giorno                | O pão de cada dia nos dai hoje                   | Dane anquo el nostro pan quotidiano,        |
| Perdona i nostri pecati,                           | Perdoai os nossos pecados,                       | Rimeti a noialtri i nostri debiti,          |
| Come noantri perdonemo a quei che noi ga ofendesto | Assim como nós perdoamos a quem nos tem ofendido | Come noialtri i rimetemo ai nostri debitori |
| E non assar che caschemo in tentassion,            | E não nos deixeis cair em tentação,              | E non sta portarne in tentasion,            |
| Ma liberta noantri de tuto el mal. Amem.           | Mas livrai-nos de todo o mal. Amém.              | Ma liberane dal maigno. Amen.               |

Amostra de texto:
| La casa vècia dei mei antenati riposa calma par sora i monti ntela sera gaussa. Adesso visina a ela nò esiste più el giardin dela nona Carolina e, gnanca el vigal del nono Umberto, dentro dele so parede vode la guarda solche i segreti del passà. Dela cosina nò se sente pi el odor del formaio e gnanca del fogon el brustolamento dela polenta e, cossì sbandonada la ga la someiansa de na sentenària signora, co'l viso pien de rughe e òcii persi ntel infinito, ma l'é ancora davanti dele so parede che vàu in serca dele mie radise, par mèio capir la mia orìgene e, anca par domandarghe se Ela recognosse ntel mio viso qualche segno, qualche indìssio dela brava gente che la ga visto nasser e morir. [...] | A velha casa de meus avós repousa calma sobre os montes da Serra Gaúcha. Agora em seu entorno não existe mais o jardim da avó Carolina e nem o parreiral do avô Umberto, dentro de suas paredes vazias, guarda somente os segredos do passado. Da cozinha não se sente mais o cheiro do queijo e nem do fogão a tostar polenta, e, assim abandonada, tem a aparência de uma senhora centenária, com o rosto cheio de rugas e o olhar perdido no infinito, mas é então em frente de suas paredes que vou em busca das minhas raízes, para melhor entender a minha origem, e também para perguntar se Ela reconhece em meu rosto algum sinal, algum indício da brava gente que Ela viu nascer e morrer. [...] |

O talian absorveu, e continua a absorver, diversas influências da língua portuguesa. A maioria dos empréstimos do português vem da denominação de usos e costumes que não existiam na Itália, incluindo jargão técnico, profissional, comercial e administrativo, assim como nomes de objetos, alimentos, animais e plantas típicos do Brasil. Em função do contato com o português, o talian se distancia parcialmente do dialeto vêneto atualmente falado na Itália. Todavia, apesar dos brasileirismos presentes no talian, ele é ainda muito próximo ao dialeto vêneto usado na Itália, sendo ambas as variedades linguísticas inteligíveis entre si.
Nas palavras emprestadas do português observa-se em geral a substituição das consoantes fricativas chiantes pelas consoantes fricativas sibilantes ("o chapéu está embaixo da mesa" é pronunciado "o sapeu esta embaso da meza"); a vibrante múltipla é substituída pela vibrante simples (carroça > karosa; terra > tera); o ditongo nasal é substituído pela vogal posterior, média fechada, nasal (coração > coraçon; então > enton), e a vogal central, média, fechada, nasal é substituída pela vogal central, média, aberta nasal (canta > kánta; campo > kámpo).
| Bolo              | Torta                           | Torta, dolce                    | Bolo       |
| Caro, auto        | Machina, auto                   | Macchina, auto                  | Carro      |
| Coraçon           | Cor, core                       | Cuore                           | Coração    |
| Galignero         | Punaro ou punèr                 | Pollaio                         | Galinheiro |
| Garafa            | Butiglia                        | Bottiglia                       | Garrafa    |
| Inton, alora      | Alora                           | Allora                          | Então      |
| Praia             | Spiaia                          | Spiaggia                        | Praia      |
| Sapatero, scarpèr | Caleghèr ou scaporlin           | Calzolaio                       | Sapateiro  |
| Sià, scià         | Tè                              | Tè                              | Chá        |
| Simarón, Scimarón | -                               | -                               | Chimarrão  |
| Sorasco, chorasco | -                               | -                               | Churrasco  |
| Verón             | Istá                            | Estate                          | Verão      |
| Como non!         | Certo! Certamente! Sicuramente! | Certo! Certamente! Sicuramente! | Como não!  |

## Língua oficial

Municípios em que o talian é cooficial no Rio Grande do Sul.

### Municípios brasileiros que possuem língua cooficial talian (oulíngua vêneta)
- Antônio Prado, RS[1]
- Barão, RS[38]
- Bento Gonçalves, RS[1]
- Casca, RS[39]
- Camargo, RS[40]
- Capinzal, SC[41]
- Caxias do Sul, RS[1]
- Coronel Pilar, RS[42]
- Cotiporã, RS[43]
- Doutor Ricardo, RS[44]
- Encantado, RS[45]
- Fagundes Varela, RS[46]
- Farroupilha, RS[47][48]
- Flores da Cunha, RS[1]
- Garibaldi, RS[49][50]
- Guabiju, RS[40]
- Horizontina, RS[51]
- Ijuí, RS[52]
- Ipê, RS[53]
- Ipumirim, SC[54][55]
- Ivorá, RS[40][56]
- Marau, RS[57]
- Nova Bassano, RS[58]
- Nova Erechim, SC[59]
- Nova Pádua, RS[40]
- Nova Prata, RS[60]
- Nova Roma do Sul, RS[61]
- Ouro, SC[62][63]
- Paraí, RS[64][65]
- Pinto Bandeira, RS[66]
- Putinga, RS[67]
- São Miguel do Oeste, SC[68]
- Serafina Corrêa, RS[69]
- União da Serra, RS[70][71]
- Venda Nova do Imigrante, ES[72][73]
- Veranópolis, RS[74][75]
- Vila Flores, RS[76][77][78]
- Vista Alegre do Prata, RS[79]

### Estados brasileiros em que o talian possuistatusde patrimônio histórico e cultural
- Santa Catarina[80]
- Rio Grande do Sul[81]